# Sieb Dijkstra
Sybrandus Johannes Andreas Dijkstra (Kerkrade, 20 oktober 1966) is een voormalig Nederlands voetbaldoelman.
Dijkstra begon zijn loopbaan bij Roda JC maar maakte als huurling bij AZ Alkmaar zijn debuut als profvoetballer. Hij was vooral succesvol in Schotland waar hij met Motherwell FC in 1991 de Scottish Cup won en met Dundee United in 1998 de Scottish League Cup. Hij werd twee keer (in 1994 en 1997) uitgeroepen tot beste keeper van de Schotse Premier League. Tussentijds (van 1994 tot en met 1996) keepte Dijkstra drie seizoenen bij het Londense Queens Park Rangers.
In het seizoen 1999/2000 keerde Dijkstra terug naar Nederland waar hij met RBC Roosendaal, voor de eerste keer in de geschiedenis van de club, promoveerde naar de eredivisie. In 2001 verliet hij RBC Roosendaal om nog vier seizoenen voor het Duitse Germania Teveren in het doel te staan.
Van 2004 tot 2006 was Dijkstra keeperstrainer bij MVV. In april 2007 begon hij een eigen keepersschool in Parkstad Limburg.
Vanaf augustus 2016 is Dijkstra keeperstrainer bij Fortuna Sittard. Met deze club promoveerde hij in het seizoen 2017/18 naar de eredivisie nadat de club 16 jaar lang in de 1e divisie had gebivakkeerd. In maart 2021 verliet hij Fortuna vanwege een conflict omtrent de aangetrokken doelman Piet Velthuizen.
In juli 2021 huisvestigde Dijkstra zich met zijn keeperscollege bij 2e klasser vv Schaesberg. Daar is hij ook verantwoordelijk voor de ontwikkeling van alle keepers bij alle jeugdteams. Tevens is hij keeperstrainer bij 1e klasser vv Chevremont voor zowel alle jeugdkeepers alsook de keepers van het 1e elftal/beloften.  
In februari 2023 lanceerde Dijkstra zijn biografie Keeper met een missie,waarin zijn succesvolle carrière en privéleven onder de loep worden genomen.Een jaar later(februari 2024)wordt zijn boek genomineerd voor de publieksprijs boekgoud.

## Clubs
- jeugd: RKTSV, Roda JC, RKTSV, SV Heerlen, SVK, Roda JC
- 1989/91:  Roda JC
- 1989/90:  AZ Alkmaar (huur)
- 1990/91:  KSC Hasselt (huur)
- 1991/94:  Motherwell FC
- 1994/96:  Queens Park Rangers
- 1994:  Bristol City (huur)
- 1996:  Wycombe Wanderers (huur)
- 1996/99:  Dundee United
- 1999:  Ipswich Town
- 2000:  VV Sittard (amateurs)
- 2000/01:  RBC Roosendaal
- 2001/05:  Germania Teveren
- 2005/08:  LHC Eygelshoven (amateurs)